# Camera Reprezentanților Belgiei
Camera Reprezentanților (neerlandeză Kamer van Volksvertegenwoordigers, franceză Chambre des Représentants, germană Abgeordnetenkammer) este camera „politică” a parlamentului Belgiei, camera care discută și votează majoritate legilor, bugetul, și acordă sau retrage încrederea în guvern. Lucrările camerei se desfășoară în Palatul Națiunii, situat în centrul Bruxelles-ului, în vecinătatea Palatului Regal. Actualul Președinte al Camerei este Herman Van Rompuy (CD&V).

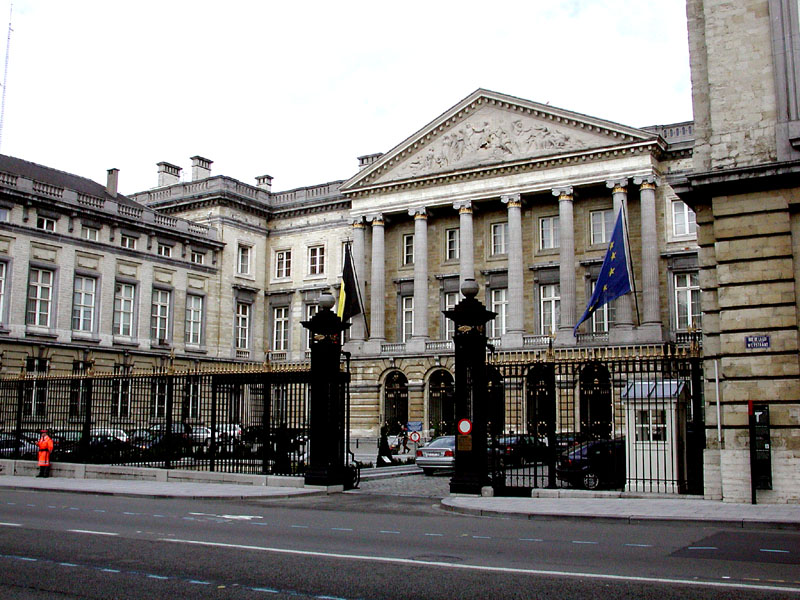
Sediul Parlamentului

Conform constituției, este formată din 150 reprezentanți aleși în 11 circumscripții electorale, prin vot proporțional. Pentru a fi eligibil, un candidat trebuie să fie cetățean belgian rezident și cu o vârstă peste 21 ani. Circumscripțiile sunt divizate conform frontierei lingvistice: 5 în Flandra (79 locuri), 5 în Valonia (49 locuri) și un district bilingv Bruxelles-Halle-Vilvoorde (22 locuri). Circumscripțiile corespund provinciilor, cu excepția circumscripției Louvain (parte din provincia Brabantul Flamand) și Bruxelles-Halle-Vilvoorde. Fiecare circumscripție are alocat un număr de locuri proporțional cu populația. Cu excepția circumscripțiilor Louvain și Bruxelles-Halle-Vilvoorde, pragul electoral este de 5%. Toate circuscripțiile sunt monolinguale, în sensul că doar partidele regionale pot propune candidați. Singura excepție este circumscripția Bruxelles-Halle-Vilvoorde, care conține cele 19 comune din Regiunea Capitalei Bruxelles și 35 comune neerlandofone din Brabantul Flamand, din care 6 sunt comune cu facilități pentru francofoni. Votul este proporțional, distribuirea locurilor este atribuit prin Metoda Hondt, care favorizează partidele mari și coalițiile.
Membrii camerei sunt divizați în două „grupuri lingvistice”. Din cei 150 de membri, 88 aparțin grupului flamand și 62 aparțin grupului francofon. Parlamentarii germanofoni sunt de obicei atașați grupului francofon. Pentru membrii aleși în circumscripția Bruxelles-Halle-Vilvoorde, limba în care parlamentarul depune jurământul de investitură determină grupul lingvistic din care acesta face parte. 
Conform constituției, ambele comunități lingvistice majore au puteri egale în parlament. Propunerile legislative general pot fi adoptate fără o majoritate în fiecare grup, însă propunerile legate de domenii specifice (legi comunitare) nu pot fi adoptate fără majoritate în ambele grupuri lingvistice. 
| Grup flamand            | Grup flamand | Grup francofon          | Grup francofon |
| Circumscripție          | Locuri       | Circumscripție          | Locuri         |
| ----------------------- | ------------ | ----------------------- | -------------- |
| Brussel-Halle-Vilvoorde | 9            | Bruxelles-Hal-Vilvoorde | 13             |
| Anvers                  | 24           | Hainaut                 | 19             |
| Flandra de Est          | 20           | Liège                   | 15             |
| Louvain                 | 7            | Luxemburg               | 4              |
| Limburg                 | 12           | Namur                   | 6              |
| Flandra de Vest         | 16           | Brabantul Valon         | 5              |
| Total                   | 88           | Total                   | 62             |

## Compoziția
Rezultatul alegerilor din 10 iunie 2007 pentru Camera Reprezentanților:
|                           | CD&V – N-VA               | 1,234,950 | +162,802 | 18.51%  | +2.20% | 30  | +8 |
|                           | MR                        | 835,073   | +86,121  | 12.52%  | +1.12% | 23  | −1 |
|                           | Vlaams Belang             | 799,844   | +38,437  | 11.99%  | +0.40% | 17  | −1 |
|                           | Open VLD                  | 789,455   | −219,768 | 11.83%  | −3.53% | 18  | −7 |
|                           | PS                        | 724,787   | −131,205 | 10.86%  | −2.16% | 20  | −5 |
|                           | Sp.a – Spirit             | 684,390   | −295,360 | 10.26%  | −4.65% | 14  | −9 |
|                           | cdH                       | 404,077   | +44,417  | 6.06%   | +0.59% | 10  | +2 |
|                           | Ecolo                     | 340,378   | +139,260 | 5.10%   | +2.04% | 8   | +4 |
|                           | List Dedecker             | 268,648   | +268,648 | 4,03%   | +4,03% | 5   | +5 |
|                           | Verzi!                    | 265,828   | +103,623 | 3.98%   | +1.51% | 4   | +4 |
|                           | FN                        | 131,385   | +1,373   | 1.97%   | −0.01% | 1   | ±0 |
|                           | Alții                     | 192,545   | —        | 2.89%   | —      | —   | —  |
| Total (participare 91.0%) | Total (participare 91.0%) | 6,671,360 |          | 100.00% |        | 150 |    |
| Sursa: Verkiezingen 2007. |                           |           |          |         |        |     |    |